# ナールート県
ナールート県（ナールートけん、アラビア語: نالوت Nālūt、ベルベル語: Nalut Lalūt）は、リビアの県。県都はナールート、第二の都市はガダーミスである。

## 隣接県
北および西でチュニジア（メドニン県およびタタウイヌ県）とアルジェリアに隣接する。国内では、北東でヌカート・アル・ハムス県と、東でジャバル・アル・ガルビ県と、南でワジ・アル・シャーティー県と隣接する。

## 歴史
2007年の行政区画再編でそれまでのガダーミス県を編入する一方、東部はジャバル・アル・ガルビ県となった。

## 以前の行政区画

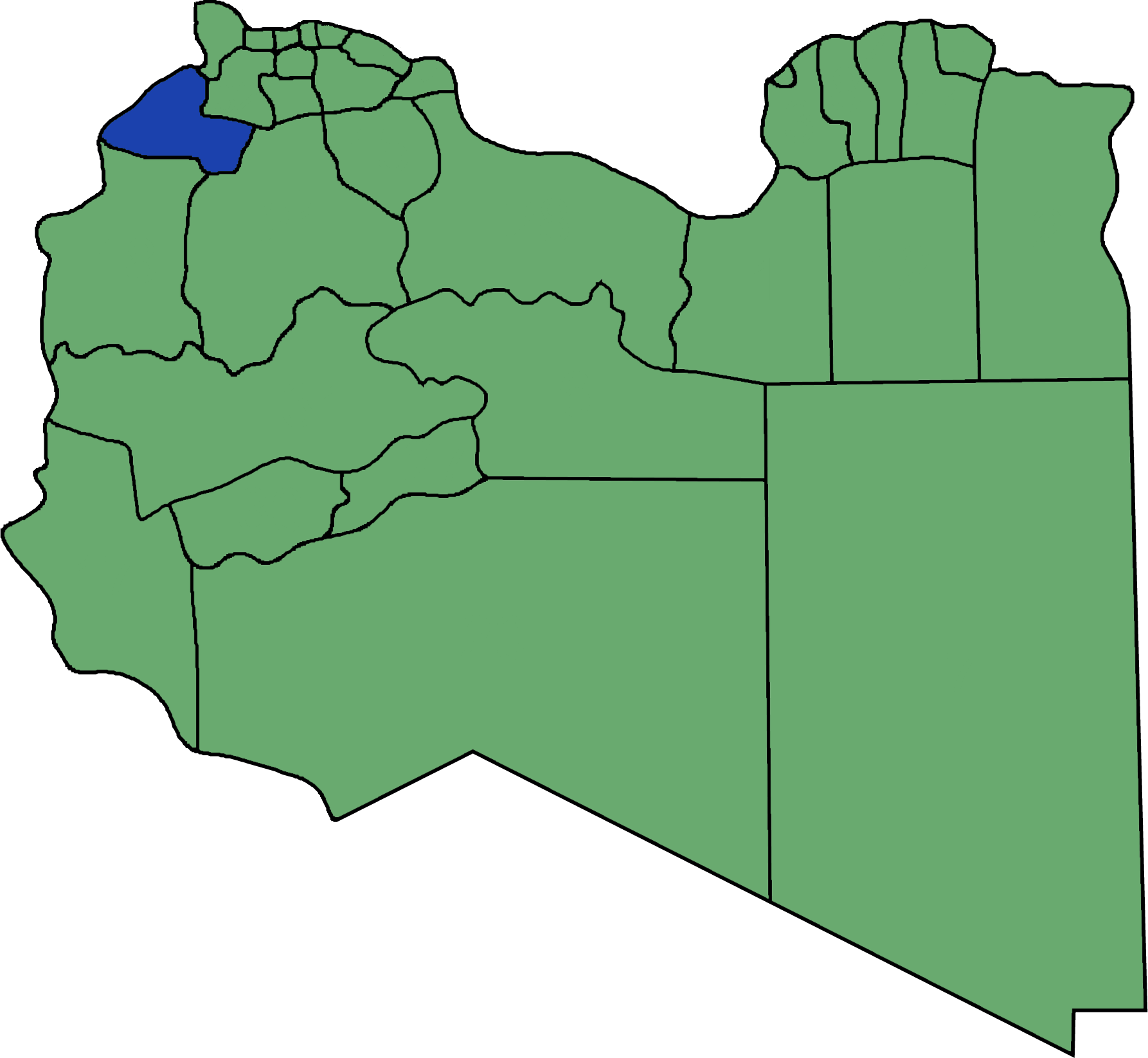
2007年以前のナールート県